# Ben Peterson
Ben Peterson est un lutteur américain spécialiste de la lutte libre né le 27 juin 1950 dans le Wisconsin.

## Biographie
Il remporte la médaille de bronze des Championnats du monde de lutte 1973 et la médaille d'or lors des Jeux panaméricains de 1975 dans la catégorie des moins de 90 kg.
Lors des Jeux olympiques d'été de 1972, il remporte le titre olympique et quatre ans plus tard, lors des Jeux olympiques d'été de 1976, il remporte la médaille d'argent en combattant dans la catégorie des -90 kg.